# گوشه قرمز
گوشه قرمز (به انگلیسی: Red Corner) فیلمی محصول سال ۱۹۹۷ و به کارگردانی جان اونت است. در این فیلم بازیگرانی همچون ریچارد گی‌یر، بایی لینگ، برادلی وایتفورد، بایرون من، پیتر دونات، رابرت استانتون، تسای چین، جیمز هنگ، تزی ما، راجر یوآن، هنری او ایفای نقش کرده‌اند.